# Transformers One
Transformers One és una pel·lícula animada de ciència-ficció estatunidenca basada en la línia de joguines Transformers de Hasbro. Consisteix en la vuitena entrega de la sèrie de pel·lícules Transformers, és dirigida per Josh Cooley i escrita per Andrew Barrer, Gabriel Ferrari, Steve Desmond i Michael Sherman. El repartiment coral inclou Chris Hemsworth, Brian Tyree Henry, Scarlett Johansson, Keegan-Michael Key, Jon Hamm i Laurence Fishburne. La pel·lícula es descriu com una "història d'origen" ambientada al planeta Cybertron i se centra en la relació entre Optimus Prime i Megatron. S'ha doblat al català.
El març de 2015, després de l'estrena de Transformers: Age of Extinction (2014), Paramount Pictures va encarregar a Akiva Goldsman de treballar amb Michael Bay, Steven Spielberg i Lorenzo di Bonaventura per pensar idees per a futures pel·lícules de Transformers. Al maig, Barrer i Ferrari s'havien incorporat a l'equip de guionistes, i una de les idees que hi va sorgir va ser una preqüela animada ambientada a Cybertron. La pel·lícula es va anunciar l'agost de 2017 i, l'abril de 2020, Cooley va ser contractat per dirigir-la. El títol i el repartiment de veu es van revelar l'abril de 2023, amb l'animació proporcionada per Industrial Light & Magic, que va marcar el seu retorn a la franquícia des de Bumblebee (2018).
Transformers One està previst que s'estreni als Estats Units el 13 de setembre de 2024 amb la distribució de Paramount Pictures.